# Premier League 2020-21
La Premier League 2020-21 fue la vigésima novena temporada de la máxima división inglesa, desde su creación en 1992. El Liverpool era el campeón vigente tras ganar la Premier League por primera vez en su historia, desde la desaparición de la antigua First Division.
Un total de 20 equipos participaron en la competición, incluyendo 17 equipos de la temporada anterior y 3 ascendidos de la English Football League Championship 2019-20.
Inicialmente, la temporada estaba programada para comenzar el 8 de agosto, pero se retrasó hasta el 12 de septiembre como consecuencia del retraso en la conclusión de la temporada anterior debido al brote de COVID-19.
Fue la segunda temporada de la Premier League que tuvo el receso de mitad de temporada en febrero, por lo que se jugaron cinco encuentros de una jornada normal de diez en un fin de semana y los cinco restantes el siguiente fin de semana. También fue la segunda temporada de la Premier League en usar el VAR. Por orden del Gobierno del Reino Unido, los partidos de esta temporada, a consecuencia de la mencionada pandemia, se jugaron de momento a puertas cerradas —al igual que el último tramo del ciclo anterior tras la reanudación—, sin público.
Inglaterra tuvo un cupo clasificatorio para el nuevo torneo UEFA: Liga de Conferencia Europa de la UEFA, que será adjudicado para el campeón de Copa de la Liga 2020-21.

## Relevos
Veinte equipos compitieron en la liga: los diecisiete mejores equipos de la temporada anterior y los tres equipos promovidos del Championship. Los equipos promovidos son Leeds United, West Bromwich Albion y Fulham, después de sus respectivas ausencias en la máxima categoría de dieciséis, dos y un año. Reemplazaron a Bournemouth, Watford —ambos equipos descendieron después de cinco años en la máxima categoría— y Norwich City —descendió después de solo un año de regreso en la máxima categoría—.
| Pos. | Descendidos de Premier League 2019-20 |
| ---- | ------------------------------------- |
| 18.º | Bournemouth                           |
| 19.º | Watford                               |
| 20.º | Norwich City                          |

| Pos.  | Ascendidos de la Championship 2019-20 |
| ----- | ------------------------------------- |
| 1.º   | Leeds United                          |
| 2.º   | West Bromwich Albion                  |
| Prom. | Fulham                                |

## Información
| En el retorno, todos los equipos tras el fin del confinamiento por la COVID-19, en sus uniformes mostraban los logos de la NHS, en agradeciemiento a los servicios prestados durante la pandemia y otro en contra del racismo, el logo de Black Lives Matter, tras la muerte de George Floyd. |

| Equipo                 | Ciudad          | Entrenador             | Capitán                   | Estadio                   | Capacidad | Marca        | Patrocinador (Pecho) | Patrocinador (Manga) |
| ---------------------- | --------------- | ---------------------- | ------------------------- | ------------------------- | --------- | ------------ | -------------------- | -------------------- |
| Arsenal                | Londres         | Mikel Arteta           | Pierre Emerick Aubameyang | Emirates Stadium          | 60 260    | Adidas       | Fly Emirates         | Visit Rwanda         |
| Aston Villa            | Birmingham      | Dean Smith             | Jack Grealish             | Villa Park                | 42 790    | Kappa        | Cazoo                | LT                   |
| Brighton & Hove Albion | Brighton & Hove | Graham Potter          | Lewis Dunk                | Amex Stadium              | 30 666    | Nike         | American Express     | SnickersUK.com       |
| Burnley                | Burnley         | Sean Dyche             | Ben Mee                   | Turf Moor                 | 21 944    | Umbro        | LoveBet              | LoveBet              |
| Chelsea                | Londres         | Thomas Tuchel          | César Azpilicueta         | Stamford Bridge           | 40 853    | Nike         | Three                | Hyundai              |
| Crystal Palace         | Londres         | Roy Hodgson            | Luka Milivojević          | Selhurst Park             | 25 486    | Puma         | W88                  | Iqoniq               |
| Everton                | Liverpool       | Carlo Ancelotti        | Séamus Coleman            | Goodison Park             | 39 221    | Hummel       | Cazoo                | –                    |
| Fulham                 | Londres         | Scott Parker           | Tom Cairney               | Craven Cottage            | 19 000    | Adidas       | BetVictor            | ClearScore           |
| Leeds United           | Leeds           | Marcelo Bielsa         | Liam Cooper               | Elland Road               | 37 890    | Adidas       | SBOTOP               | JD Sports            |
| Leicester City         | Leicester       | Brendan Rodgers        | Wes Morgan                | King Power Stadium        | 32 273    | Adidas       | TAT                  | Bia Saigon           |
| Liverpool              | Liverpool       | Jürgen Klopp           | Jordan Henderson          | Anfield                   | 53 394    | Nike         | Standard Chartered   | Expedia              |
| Manchester City        | Mánchester      | Pep Guardiola          | Fernandinho               | Etihad Stadium            | 55 017    | Puma         | Etihad Airways       | Nexen Tire           |
| Manchester United      | Mánchester      | Ole Gunnar Solskjær    | Harry Maguire             | Old Trafford              | 74 879    | Adidas       | Chevrolet            | Kohler               |
| Newcastle United       | Newcastle       | Steve Bruce            | Jamaal Lascelles          | St James' Park            | 52 354    | Puma         | Fun88                | ICM.com              |
| Sheffield United       | Sheffield       | Paul Heckingbottom INT | Billy Sharp               | Bramall Lane              | 32 050    | Adidas       | Union Standard Group | Union Standard Group |
| Southampton            | Southampton     | Ralph Hasenhüttl       | James Ward-Prowse         | St Mary's Stadium         | 32 384    | Under Armour | Sportsbet.io         | Virgin Media         |
| Tottenham Hotspur      | Londres         | Ryan Mason INT         | Hugo Lloris               | Tottenham Hotspur Stadium | 62 062    | Nike         | AIA                  | Cinch                |
| West Bromwich Albion   | West Bromwich   | Sam Allardyce          | Jake Livermore            | The Hawthorns             | 26 850    | Puma         | Ideal Boilers        | 12BET                |
| West Ham United        | Londres         | David Moyes            | Mark Noble                | London Stadium            | 60 000    | Umbro        | Betway               | Scope Markets        |
| Wolverhampton          | Wolverhampton   | Nuno Espírito Santo    | Conor Coady               | Molineux Stadium          | 32 050    | Adidas       | ManBetX              | Aeroset              |

| Datos actualizados a 19 de abril de 2021. |

### Cambios de entrenadores
| Equipo               | Entrenador (Jornadas)  | Salida                  | Tipo          | Posición | Entrenador             | Entrada                 |
| -------------------- | ---------------------- | ----------------------- | ------------- | -------- | ---------------------- | ----------------------- |
| West Bromwich Albion | Slaven Bilić (1 - 13)  | 16 de diciembre de 2020 | Despedido     | 19.°     | Sam Allardyce          | 16 de diciembre de 2020 |
| Chelsea              | Frank Lampard (1 - 19) | 25 de enero de 2021     | Despedido     | 9.°      | Thomas Tuchel          | 26 de enero de 2021     |
| Sheffield United     | Chris Wilder (1 - 28)  | 13 de marzo de 2021     | Mutuo acuerdo | 20.°     | Paul Heckingbottom INT | 13 de marzo de 2021     |
| Tottenham Hotspur    | José Mourinho (1 - 32) | 19 de abril de 2021     | Despedido     | 7.°      | Ryan Mason INT         | 19 de abril de 2021     |

## Localización
| Condado               | N.º | Equipos                                                                       |
| --------------------- | --- | ----------------------------------------------------------------------------- |
| Gran Londres          | 6   | Arsenal, Chelsea, Crystal Palace, Fulham, Tottenham Hotspur y West Ham United |
| Midlands Occidentales | 3   | Aston Villa, West Bromwich Albion y Wolverhampton                             |
| Gran Mánchester       | 2   | Manchester City y Manchester United                                           |
| Merseyside            | 2   | Everton y Liverpool                                                           |
| Hampshire             | 1   | Southampton                                                                   |
| Lancashire            | 1   | Burnley                                                                       |
| Leicestershire        | 1   | Leicester City                                                                |
| Sussex Oriental       | 1   | Brighton & Hove Albion                                                        |
| Tyne y Wear           | 1   | Newcastle United                                                              |
| Yorkshire del Oeste   | 1   | Leeds United                                                                  |
| Yorkshire del Sur     | 1   | Sheffield United                                                              |

## Clasificación
| Pos. | Equipo                   | Pts. | PJ | G  | E  | P  | GF | GC | Dif. | Clasificación 2021–22                           |
| ---- | ------------------------ | ---- | -- | -- | -- | -- | -- | -- | ---- | ----------------------------------------------- |
| 1    | Manchester City (C)      | 86   | 38 | 27 | 5  | 6  | 83 | 32 | +51  | Fase de grupos de la Liga de Campeones          |
| 2    | Manchester United        | 74   | 38 | 21 | 11 | 6  | 73 | 44 | +29  | Fase de grupos de la Liga de Campeones          |
| 3    | Liverpool                | 69   | 38 | 20 | 9  | 9  | 68 | 42 | +26  | Fase de grupos de la Liga de Campeones          |
| 4    | Chelsea                  | 67   | 38 | 19 | 10 | 9  | 58 | 36 | +22  | Fase de grupos de la Liga de Campeones          |
| 5    | Leicester City           | 66   | 38 | 20 | 6  | 12 | 68 | 50 | +18  | Fase de grupos de la Liga Europa                |
| 6    | West Ham United          | 65   | 38 | 19 | 8  | 11 | 62 | 47 | +15  | Fase de grupos de la Liga Europa                |
| 7    | Tottenham Hotspur        | 62   | 38 | 18 | 8  | 12 | 68 | 45 | +23  | Ronda de Play-Off de la Liga Europa Conferencia |
| 8    | Arsenal                  | 61   | 38 | 18 | 7  | 13 | 55 | 39 | +16  |                                                 |
| 9    | Leeds United             | 59   | 38 | 18 | 5  | 15 | 62 | 54 | +8   |                                                 |
| 10   | Everton                  | 59   | 38 | 17 | 8  | 13 | 47 | 48 | −1   |                                                 |
| 11   | Aston Villa              | 55   | 38 | 16 | 7  | 15 | 55 | 46 | +9   |                                                 |
| 12   | Newcastle United         | 45   | 38 | 12 | 9  | 17 | 46 | 62 | −16  |                                                 |
| 13   | Wolverhampton            | 45   | 38 | 12 | 9  | 17 | 36 | 52 | −16  |                                                 |
| 14   | Crystal Palace           | 44   | 38 | 12 | 8  | 18 | 41 | 66 | −25  |                                                 |
| 15   | Southampton              | 43   | 38 | 12 | 7  | 19 | 47 | 68 | −21  |                                                 |
| 16   | Brighton & Hove Albion   | 41   | 38 | 9  | 14 | 15 | 40 | 46 | −6   |                                                 |
| 17   | Burnley                  | 39   | 38 | 10 | 9  | 19 | 33 | 55 | −22  |                                                 |
| 18   | Fulham (D)               | 28   | 38 | 5  | 13 | 20 | 27 | 53 | −26  | Descenso de categoría                           |
| 19   | West Bromwich Albion (D) | 26   | 38 | 5  | 11 | 22 | 35 | 76 | −41  | Descenso de categoría                           |
| 20   | Sheffield United (D)     | 23   | 38 | 7  | 2  | 29 | 20 | 63 | −43  | Descenso de categoría                           |

Actualizado a los partidos jugados el 23 de mayo de 2021.
 Fuente: Premier League
Criterios de clasificación: Puntos · Diferencia de goles · Goles a favor · Play-off
Notas:
1. ↑  Dado que los ganadores de la Copa FA 2020-21, el Leicester City, se clasifican para competiciones europeas según la posición de la liga, la plaza en la fase de grupos de la Europa League otorgada a los ganadores de la Copa FA pasa al sexto puesto.
2. ↑  Dado que los ganadores de la Copa EFL 2020-21, el Manchester City, se han clasificado para la Champions League en función de su posición en la liga, la plaza en la Europa Conference League otorgada a los ganadores de la Copa EFL se transfiere al equipo de la Premier League mejor clasificado que aún no se haya clasificado para competiciones europeas, que es el equipo en séptimo lugar.

### Evolución
| Equipo                 | 1  | 2  | 3  | 4  | 5  | 6  | 7  | 8  | 9  | 10 | 11 | 12 | 13 | 14 | 15 | 16 | 17 | 18 | 19 | 20  | 21 | 22 | 23 | 24 | 25 | 26 | 27 | 28 | 29  | 30  | 31  | 32  | 33  | 34  | 35  | 36 | 37 | 38 |
| Equipo                 |    |    |    |    |    |    |    |    |    |    |    |    |    |    |    |    |    |    |    |     |    |    |    |    |    |    |    |    |     |     |     |     |     |     |     |    |    |    |
| ---------------------- | -- | -- | -- | -- | -- | -- | -- | -- | -- | -- | -- | -- | -- | -- | -- | -- | -- | -- | -- | --- | -- | -- | -- | -- | -- | -- | -- | -- | --- | --- | --- | --- | --- | --- | --- | -- | -- | -- |
| Manchester City        | 4  | 4  | 8  | 9  | 3  | 6  | 4  | 7  | 9  | 5  | 5  | 7  | 6  | 4  | 3  | 3  | 2  | 2  | 1  | 1   | 1  | 1  | 1  | 1  | 1  | 1  | 1  | 1  | 1   | 1   | 1   | 1   | 1   | 1   | 1   | 1  | 1  | 1  |
| Manchester United      | 10 | 12 | 9  | 15 | 7  | 10 | 13 | 10 | 7  | 4  | 4  | 5  | 2  | 2  | 2  | 2  | 1  | 1  | 2  | 2   | 2  | 2  | 2  | 2  | 2  | 2  | 2  | 2  | 2   | 2   | 2   | 2   | 2   | 2   | 2   | 2  | 2  | 2  |
| Liverpool              | 7  | 5  | 2  | 5  | 4  | 2  | 1  | 3  | 2  | 2  | 2  | 2  | 1  | 1  | 1  | 1  | 3  | 5  | 5  | 4   | 3  | 4  | 4  | 6  | 6  | 6  | 7  | 6  | 6   | 7   | 6   | 6   | 6   | 6   | 5   | 5  | 4  | 3  |
| Chelsea                | 3  | 10 | 11 | 7  | 10 | 12 | 8  | 5  | 3  | 3  | 3  | 6  | 8  | 6  | 8  | 8  | 9  | 10 | 9  | 8   | 7  | 7  | 6  | 4  | 5  | 5  | 5  | 4  | 4   | 5   | 5   | 4   | 4   | 4   | 3   | 4  | 3  | 4  |
| Leicester City         | 2  | 1  | 1  | 3  | 5  | 3  | 2  | 1  | 4  | 6  | 6  | 3  | 5  | 3  | 5  | 5  | 4  | 3  | 3  | 3   | 4  | 3  | 3  | 3  | 3  | 3  | 3  | 3  | 3   | 3   | 3   | 3   | 3   | 3   | 4   | 3  | 5  | 5  |
| West Ham United        | 18 | 16 | 13 | 11 | 11 | 14 | 15 | 13 | 10 | 7  | 9  | 9  | 10 | 10 | 10 | 10 | 10 | 9  | 7  | 6   | 6  | 5  | 7  | 5  | 4  | 4  | 4  | 5  | 5   | 4   | 4   | 5   | 5   | 5   | 6   | 7  | 6  | 6  |
| Tottenham Hotspur 2    | 14 | 7  | 10 | 6  | 9  | 5  | 3  | 2  | 1  | 1  | 1  | 1  | 3  | 8  | 7  | 7  | 5  | 4  | 4  | 5   | 5  | 6  | 5  | 7  | 8  | 8  | 6  | 7  | 8*  | 6*  | 7*  | 7*  | 7   | 7   | 7   | 6  | 7  | 7  |
| Arsenal                | 1  | 3  | 4  | 4  | 6  | 13 | 10 | 12 | 13 | 14 | 15 | 15 | 15 | 15 | 15 | 13 | 11 | 12 | 11 | 9   | 11 | 11 | 11 | 11 | 11 | 10 | 10 | 10 | 9   | 10  | 9   | 9   | 10  | 10  | 9   | 9  | 9  | 8  |
| Leeds United           | 11 | 9  | 7  | 8  | 12 | 7  | 12 | 15 | 14 | 12 | 13 | 14 | 13 | 14 | 12 | 11 | 12 | 11 | 12 | 11  | 10 | 10 | 10 | 10 | 10 | 11 | 11 | 11 | 11  | 11  | 10  | 10  | 9   | 11  | 10  | 10 | 10 | 9  |
| Everton 1              | 9  | 2  | 3  | 1  | 1  | 1  | 5  | 8  | 6  | 10 | 10 | 10 | 7  | 5  | 4  | 6  | 8  | 6  | 6  | 7*  | 8* | 8* | 8* | 8* | 7* | 7* | 8* | 8* | 7*  | 8*  | 8*  | 8*  | 8*  | 8*  | 8*  | 8  | 8  | 10 |
| Aston Villa 1          | 15 | 14 | 6  | 2  | 2  | 4  | 9  | 6  | 8  | 11 | 8  | 8  | 9  | 7  | 6  | 4  | 6  | 7  | 8* | 10* | 9* | 9* | 9* | 9* | 9* | 9* | 9* | 9* | 10* | 9*  | 11* | 11* | 11* | 9*  | 11* | 11 | 11 | 11 |
| Newcastle United       | 5  | 13 | 12 | 10 | 14 | 15 | 11 | 14 | 15 | 13 | 14 | 12 | 14 | 13 | 14 | 15 | 15 | 16 | 16 | 16  | 16 | 17 | 16 | 17 | 17 | 17 | 16 | 17 | 17  | 17  | 17  | 15  | 16  | 17  | 16  | 16 | 15 | 12 |
| Wolverhampton          | 6  | 11 | 16 | 14 | 8  | 11 | 7  | 11 | 11 | 9  | 11 | 13 | 11 | 11 | 11 | 12 | 13 | 14 | 14 | 13  | 14 | 14 | 14 | 12 | 12 | 12 | 12 | 13 | 13  | 14  | 12  | 12  | 12  | 12  | 12  | 12 | 12 | 13 |
| Crystal Palace 3       | 8  | 6  | 5  | 13 | 15 | 9  | 14 | 9  | 12 | 15 | 12 | 11 | 12 | 12 | 13 | 14 | 14 | 13 | 13 | 15  | 13 | 12 | 13 | 14 | 13 | 13 | 14 | 12 | 12  | 12  | 13  | 13* | 13* | 13* | 13* | 13 | 13 | 14 |
| Southampton 2 3        | 13 | 19 | 15 | 12 | 13 | 8  | 6  | 4  | 5  | 8  | 7  | 4  | 4  | 9  | 9  | 9  | 7  | 8  | 10 | 12  | 12 | 13 | 12 | 13 | 14 | 14 | 13 | 14 | 14* | 13* | 14* | 14  | 15* | 15* | 14* | 14 | 14 | 15 |
| Brighton & Hove Albion | 16 | 8  | 14 | 16 | 16 | 16 | 16 | 16 | 16 | 16 | 16 | 16 | 16 | 17 | 16 | 17 | 17 | 17 | 16 | 17  | 17 | 15 | 15 | 16 | 16 | 16 | 17 | 16 | 16  | 16  | 15  | 16  | 17  | 14  | 17  | 17 | 16 | 16 |
| Burnley                | 12 | 15 | 18 | 19 | 19 | 19 | 20 | 19 | 17 | 19 | 18 | 17 | 17 | 16 | 17 | 16 | 16 | 15 | 15 | 14  | 15 | 16 | 17 | 15 | 15 | 15 | 15 | 15 | 15  | 15  | 16  | 17  | 14  | 16  | 15  | 15 | 17 | 17 |
| Fulham                 | 19 | 18 | 20 | 20 | 20 | 20 | 17 | 17 | 18 | 17 | 17 | 18 | 18 | 18 | 18 | 18 | 18 | 18 | 18 | 18  | 18 | 18 | 18 | 18 | 18 | 18 | 18 | 18 | 18  | 18  | 18  | 18  | 18  | 18  | 18  | 18 | 18 | 18 |
| West Bromwich Albion   | 20 | 20 | 17 | 17 | 17 | 17 | 18 | 18 | 19 | 18 | 19 | 19 | 19 | 19 | 19 | 19 | 19 | 19 | 19 | 19  | 19 | 19 | 19 | 19 | 19 | 19 | 19 | 19 | 19  | 19  | 19  | 19  | 19  | 19  | 19  | 19 | 19 | 19 |
| Sheffield United       | 17 | 17 | 19 | 18 | 18 | 18 | 19 | 20 | 20 | 20 | 20 | 20 | 20 | 20 | 20 | 20 | 20 | 20 | 20 | 20  | 20 | 20 | 20 | 20 | 20 | 20 | 20 | 20 | 20  | 20  | 20  | 20  | 20  | 20  | 20  | 20 | 20 | 20 |

| * Indica la posición del equipo con un partido pendiente.  |
| ** Indica la posición del equipo con un partido pendiente. |

- 1 Posiciones de Aston Villa y Everton de la fecha 19 a la 32 con un partido pendiente por el aplazamiento del encuentro entre ambos en la Jornada 19.
- 2 Posiciones de Tottenham Hotspur y Southampton de la fecha 29 a la 32 con un partido pendiente por el aplazamiento del encuentro entre ambos en la Jornada 29.
- 3 Posiciones de Southampton y Crystal Palace de la fecha 32 con un partido pendiente por el aplazamiento del encuentro entre ambos en la Jornada 32.

## Resultados
- Los horarios corresponden al huso horario del Reino Unido (Hora de Europa Occidental): UTC+0 en horario estándar y UTC+1 en horario de verano

### Primera vuelta
| Fulham                 | 0 - 3 | Arsenal           | Craven Cottage            | 12 de septiembre | 12:30 |
| Crystal Palace         | 1 - 0 | Southampton       | Selhurst Park             | 12 de septiembre | 15:00 |
| Liverpool              | 4 - 3 | Leeds United      | Anfield                   | 12 de septiembre | 17:30 |
| West Ham United        | 0 - 2 | Newcastle United  | London Stadium            | 12 de septiembre | 20:00 |
| West Bromwich Albion   | 0 - 3 | Leicester City    | The Hawthorns             | 13 de septiembre | 14:00 |
| Tottenham Hotspur      | 0 - 1 | Everton           | Tottenham Hotspur Stadium | 13 de septiembre | 16:30 |
| Sheffield United       | 0 - 2 | Wolverhampton     | Bramall Lane              | 14 de septiembre | 18:00 |
| Brighton & Hove Albion | 1 - 3 | Chelsea           | Amex Stadium              | 14 de septiembre | 20:15 |
| Burnley                | 0 - 1 | Manchester United | Turf Moor                 | 12 de enero      | 20:15 |
| Manchester City        | 2 - 0 | Aston Villa       | Etihad Stadium            | 20 de enero      | 18:00 |

| Everton           | 5 - 2 | West Bromwich Albion   | Goodison Park      | 19 de septiembre | 12:30 |
| Leeds United      | 4 - 3 | Fulham                 | Elland Road        | 19 de septiembre | 15:00 |
| Manchester United | 1 - 3 | Crystal Palace         | Old Trafford       | 19 de septiembre | 17:30 |
| Arsenal           | 2 - 1 | West Ham United        | Emirates Stadium   | 19 de septiembre | 20:00 |
| Southampton       | 2 - 5 | Tottenham Hotspur      | St Mary's Stadium  | 20 de septiembre | 12:00 |
| Newcastle United  | 0 - 3 | Brighton & Hove Albion | St James' Park     | 20 de septiembre | 14:00 |
| Chelsea           | 0 - 2 | Liverpool              | Stamford Bridge    | 20 de septiembre | 16:30 |
| Leicester City    | 4 - 2 | Burnley                | King Power Stadium | 20 de septiembre | 19:00 |
| Aston Villa       | 1 - 0 | Sheffield United       | Villa Park         | 21 de septiembre | 18:00 |
| Wolverhampton     | 1 - 3 | Manchester City        | Molineux Stadium   | 21 de septiembre | 20:15 |

| Brighton & Hove Albion | 2 - 3 | Manchester United | Amex Stadium              | 26 de septiembre | 12:30 |
| Crystal Palace         | 1 - 2 | Everton           | Selhurst Park             | 26 de septiembre | 15:00 |
| West Bromwich Albion   | 3 - 3 | Chelsea           | The Hawthorns             | 26 de septiembre | 17:30 |
| Burnley                | 0 - 1 | Southampton       | Turf Moor                 | 26 de septiembre | 20:00 |
| Sheffield United       | 0 - 1 | Leeds United      | Bramall Lane              | 27 de septiembre | 12:00 |
| Tottenham Hotspur      | 1 - 1 | Newcastle United  | Tottenham Hotspur Stadium | 27 de septiembre | 14:00 |
| Manchester City        | 2 - 5 | Leicester City    | Etihad Stadium            | 27 de septiembre | 16:30 |
| West Ham United        | 4 - 0 | Wolverhampton     | London Stadium            | 27 de septiembre | 19:00 |
| Fulham                 | 0 - 3 | Aston Villa       | Craven Cottage            | 28 de septiembre | 17:45 |
| Liverpool              | 3 - 1 | Arsenal           | Anfield                   | 28 de septiembre | 20:00 |

| Chelsea           | 4 - 0 | Crystal Palace         | Stamford Bridge    | 3 de octubre | 12:30 |
| Everton           | 4 - 2 | Brighton & Hove Albion | Goodison Park      | 3 de octubre | 15:00 |
| Leeds United      | 1 - 1 | Manchester City        | Elland Road        | 3 de octubre | 17:30 |
| Newcastle United  | 3 - 1 | Burnley                | St James' Park     | 3 de octubre | 20:00 |
| Leicester City    | 0 - 3 | West Ham United        | King Power Stadium | 4 de octubre | 12:00 |
| Southampton       | 2 - 0 | West Bromwich Albion   | St Mary's Stadium  | 4 de octubre | 12:00 |
| Arsenal           | 2 - 1 | Sheffield United       | Emirates Stadium   | 4 de octubre | 14:00 |
| Wolverhampton     | 1 - 0 | Fulham                 | Molineux Stadium   | 4 de octubre | 14:00 |
| Manchester United | 1 - 6 | Tottenham Hotspur      | Old Trafford       | 4 de octubre | 16:30 |
| Aston Villa       | 7 - 2 | Liverpool              | Villa Park         | 4 de octubre | 19:15 |

| Everton              | 2 - 2 | Liverpool              | Goodison Park             | 17 de octubre | 12:30 |
| Chelsea              | 3 - 3 | Southampton            | Stamford Bridge           | 17 de octubre | 15:00 |
| Manchester City      | 1 - 0 | Arsenal                | Etihad Stadium            | 17 de octubre | 17:00 |
| Newcastle United     | 1 - 4 | Manchester United      | St James' Park            | 17 de octubre | 20:00 |
| Sheffield United     | 1 - 1 | Fulham                 | Bramall Lane              | 18 de octubre | 12:00 |
| Crystal Palace       | 1 - 1 | Brighton & Hove Albion | Selhurst Park             | 18 de octubre | 14:00 |
| Tottenham Hotspur    | 3 - 3 | West Ham United        | Tottenham Hotspur Stadium | 18 de octubre | 16:30 |
| Leicester City       | 0 - 1 | Aston Villa            | King Power Stadium        | 18 de octubre | 19:15 |
| West Bromwich Albion | 0 - 0 | Burnley                | The Hawthorns             | 19 de octubre | 16:30 |
| Leeds United         | 0 - 1 | Wolverhampton          | Elland Road               | 19 de octubre | 20:00 |

| Aston Villa            | 0 - 3 | Leeds United         | Villa Park        | 23 de octubre | 20:00 |
| West Ham United        | 1 - 1 | Manchester City      | London Stadium    | 24 de octubre | 12:30 |
| Fulham                 | 1 - 2 | Crystal Palace       | Craven Cottage    | 24 de octubre | 15:00 |
| Manchester United      | 0 - 0 | Chelsea              | Old Trafford      | 24 de octubre | 17:30 |
| Liverpool              | 2 - 1 | Sheffield United     | Anfield           | 24 de octubre | 20:00 |
| Southampton            | 2 - 0 | Everton              | St Mary's Stadium | 25 de octubre | 14:00 |
| Wolverhampton          | 1 - 1 | Newcastle United     | Molineux Stadium  | 25 de octubre | 16:30 |
| Arsenal                | 0 - 1 | Leicester City       | Emirates Stadium  | 25 de octubre | 19:15 |
| Brighton & Hove Albion | 1 - 1 | West Bromwich Albion | Amex Stadium      | 26 de octubre | 17:30 |
| Burnley                | 0 - 1 | Tottenham Hotspur    | Turf Moor         | 26 de octubre | 20:00 |

| Wolverhampton     | 2 - 0 | Crystal Palace         | Molineux Stadium          | 30 de octubre  | 20:00 |
| Sheffield United  | 0 - 1 | Manchester City        | Bramall Lane              | 31 de octubre  | 12:30 |
| Burnley           | 0 - 3 | Chelsea                | Turf Moor                 | 31 de octubre  | 15:00 |
| Liverpool         | 2 - 1 | West Ham United        | Anfield                   | 31 de octubre  | 17:30 |
| Aston Villa       | 3 - 4 | Southampton            | Villa Park                | 1 de noviembre | 12:00 |
| Newcastle United  | 2 - 1 | Everton                | St James' Park            | 1 de noviembre | 14:00 |
| Manchester United | 0 - 1 | Arsenal                | Old Trafford              | 1 de noviembre | 16:30 |
| Tottenham Hotspur | 2 - 1 | Brighton & Hove Albion | Tottenham Hotspur Stadium | 1 de noviembre | 19:15 |
| Fulham            | 2 - 0 | West Bromwich Albion   | Craven Cottage            | 2 de noviembre | 17:30 |
| Leeds United      | 1 - 4 | Leicester City         | Elland Road               | 2 de noviembre | 20:00 |

| Brighton & Hove Albion | 0 - 0 | Burnley           | Amex Stadium       | 6 de noviembre | 17:30 |
| Southampton            | 2 - 0 | Newcastle United  | St Mary's Stadium  | 6 de noviembre | 20:00 |
| Everton                | 1 - 3 | Manchester United | Goodison Park      | 7 de noviembre | 12:30 |
| Crystal Palace         | 4 - 1 | Leeds United      | Selhurst Park      | 7 de noviembre | 15:00 |
| Chelsea                | 4 - 1 | Sheffield United  | Stamford Bridge    | 7 de noviembre | 17:30 |
| West Ham United        | 1 - 0 | Fulham            | London Stadium     | 7 de noviembre | 20:00 |
| West Bromwich Albion   | 0 - 1 | Tottenham Hotspur | The Hawthorns      | 8 de noviembre | 12:00 |
| Leicester City         | 1 - 0 | Wolverhampton     | King Power Stadium | 8 de noviembre | 14:00 |
| Manchester City        | 1 - 1 | Liverpool         | Etihad Stadium     | 8 de noviembre | 16:30 |
| Arsenal                | 0 - 3 | Aston Villa       | Emirates Stadium   | 8 de noviembre | 19:15 |

| Newcastle United  | 0 - 2 | Chelsea                | St. James' Park           | 21 de noviembre | 12:30 |
| Aston Villa       | 1 - 2 | Brighton & Hove Albion | Villa Park                | 21 de noviembre | 15:00 |
| Tottenham Hotspur | 2 - 0 | Manchester City        | Tottenham Hotspur Stadium | 21 de noviembre | 17:30 |
| Manchester United | 1 - 0 | West Bromwich Albion   | Old Trafford              | 21 de noviembre | 20:00 |
| Fulham            | 2 - 3 | Everton                | Craven Cottage            | 22 de noviembre | 12:00 |
| Sheffield United  | 0 - 1 | West Ham United        | Bramall Lane              | 22 de noviembre | 14:00 |
| Leeds United      | 0 - 0 | Arsenal                | Elland Road               | 22 de noviembre | 16:30 |
| Liverpool         | 3 - 0 | Leicester City         | Anfield                   | 22 de noviembre | 19:15 |
| Burnley           | 1 - 0 | Crystal Palace         | Turf Moor                 | 23 de noviembre | 17:30 |
| Wolverhampton     | 1 - 1 | Southampton            | Molineux Stadium          | 23 de noviembre | 20:00 |

| Crystal Palace         | 0 - 2 | Newcastle United  | Selhurst Park      | 27 de noviembre | 20:00 |
| Brighton & Hove Albion | 1 - 1 | Liverpool         | Amex Stadium       | 28 de noviembre | 12:30 |
| Manchester City        | 5 - 0 | Burnley           | Etihad Stadium     | 28 de noviembre | 15:00 |
| Everton                | 0 - 1 | Leeds United      | Goodison Park      | 28 de noviembre | 17:30 |
| West Bromwich Albion   | 1 - 0 | Sheffield United  | The Hawthorns      | 28 de noviembre | 20:00 |
| Southampton            | 2 - 3 | Manchester United | St Mary's Stadium  | 29 de noviembre | 14:00 |
| Chelsea                | 0 - 0 | Tottenham Hotspur | Stamford Bridge    | 29 de noviembre | 16:30 |
| Arsenal                | 1 - 2 | Wolverhampton     | Emirates Stadium   | 29 de noviembre | 19:15 |
| Leicester City         | 1 - 2 | Fulham            | King Power Stadium | 30 de noviembre | 17:30 |
| West Ham United        | 2 - 1 | Aston Villa       | London Stadium     | 30 de noviembre | 20:00 |

| Burnley                | 1 - 1 | Everton           | Turf Moor                 | 5 de diciembre | 12:30 |
| Manchester City        | 2 - 0 | Fulham            | Etihad Stadium            | 5 de diciembre | 15:00 |
| West Ham United        | 1 - 3 | Manchester United | London Stadium            | 5 de diciembre | 17:30 |
| Chelsea                | 3 - 1 | Leeds United      | Stamford Bridge           | 5 de diciembre | 20:00 |
| West Bromwich Albion   | 1 - 5 | Crystal Palace    | The Hawthorns             | 6 de diciembre | 12:00 |
| Sheffield United       | 1 - 2 | Leicester City    | Bramall Lane              | 6 de diciembre | 14:15 |
| Tottenham Hotspur      | 2 - 0 | Arsenal           | Tottenham Hotspur Stadium | 6 de diciembre | 16:30 |
| Liverpool              | 4 - 0 | Wolverhampton     | Anfield                   | 6 de diciembre | 19:15 |
| Brighton & Hove Albion | 1 - 2 | Southampton       | Amex Stadium              | 7 de diciembre | 20:00 |
| Aston Villa            | 2 - 0 | Newcastle United  | Villa Park                | 23 de enero    | 20:00 |

| Leeds United      | 1 - 2 | West Ham United        | Elland Road        | 11 de diciembre | 20:00 |
| Wolverhampton     | 0 - 1 | Aston Villa            | Molineux Stadium   | 12 de diciembre | 12:30 |
| Newcastle United  | 2 - 1 | West Bromwich Albion   | St. James' Park    | 12 de diciembre | 15:00 |
| Manchester United | 0 - 0 | Manchester City        | Old Trafford       | 12 de diciembre | 17:30 |
| Everton           | 1 - 0 | Chelsea                | Goodison Park      | 12 de diciembre | 20:00 |
| Southampton       | 3 - 0 | Sheffield United       | St Mary's Stadium  | 13 de diciembre | 12:00 |
| Crystal Palace    | 1 - 1 | Tottenham Hotspur      | Selhurst Park      | 13 de diciembre | 14:15 |
| Fulham            | 1 - 1 | Liverpool              | Craven Cottage     | 13 de diciembre | 16:30 |
| Arsenal           | 0 - 1 | Burnley                | Emirates Stadium   | 13 de diciembre | 19:15 |
| Leicester City    | 3 - 0 | Brighton & Hove Albion | King Power Stadium | 13 de diciembre | 19:15 |

| Wolverhampton    | 2 - 1 | Chelsea                | Molineux Stadium   | 15 de diciembre | 18:00 |
| Manchester City  | 1 - 1 | West Bromwich Albion   | Etihad Stadium     | 15 de diciembre | 20:00 |
| Arsenal          | 1 - 1 | Southampton            | Emirates Stadium   | 16 de diciembre | 18:00 |
| Leeds United     | 5 - 2 | Newcastle United       | Elland Road        | 16 de diciembre | 18:00 |
| Leicester City   | 0 - 2 | Everton                | King Power Stadium | 16 de diciembre | 18:00 |
| Fulham           | 0 - 0 | Brighton & Hove Albion | Craven Cottage     | 16 de diciembre | 20:00 |
| West Ham United  | 1 - 1 | Crystal Palace         | London Stadium     | 16 de diciembre | 20:00 |
| Liverpool        | 2 - 1 | Tottenham Hotspur      | Anfield            | 16 de diciembre | 20:00 |
| Aston Villa      | 0 - 0 | Burnley                | Villa Park         | 17 de diciembre | 18:00 |
| Sheffield United | 2 - 3 | Manchester United      | Bramall Lane       | 17 de diciembre | 20:00 |

| Crystal Palace         | 0 - 7 | Liverpool        | Selhurst Park             | 19 de diciembre | 12:30 |
| Southampton            | 0 - 1 | Manchester City  | St Mary's Stadium         | 19 de diciembre | 15:00 |
| Everton                | 2 - 1 | Arsenal          | Goodison Park             | 19 de diciembre | 17:30 |
| Newcastle United       | 1 - 1 | Fulham           | St. James' Park           | 19 de diciembre | 20:00 |
| Brighton & Hove Albion | 1 - 1 | Sheffield United | Amex Stadium              | 20 de diciembre | 12:00 |
| Tottenham Hotspur      | 0 - 2 | Leicester City   | Tottenham Hotspur Stadium | 20 de diciembre | 14:15 |
| Manchester United      | 6 - 2 | Leeds United     | Old Trafford              | 20 de diciembre | 16:30 |
| West Bromwich Albion   | 0 - 3 | Aston Villa      | The Hawthorns             | 20 de diciembre | 19:15 |
| Burnley                | 2 - 1 | Wolverhampton    | Turf Moor                 | 21 de diciembre | 17:30 |
| Chelsea                | 3 - 0 | West Ham United  | Stamford Bridge           | 21 de diciembre | 20:00 |

| Leicester City   | 2 - 2 | Manchester United      | King Power Stadium | 26 de diciembre | 12:30 |
| Aston Villa      | 3 - 0 | Crystal Palace         | Villa Park         | 26 de diciembre | 15:00 |
| Fulham           | 0 - 0 | Southampton            | Craven Cottage     | 26 de diciembre | 15:00 |
| Arsenal          | 3 - 1 | Chelsea                | Emirates Stadium   | 26 de diciembre | 17:30 |
| Manchester City  | 2 - 0 | Newcastle United       | Etihad Stadium     | 26 de diciembre | 20:00 |
| Sheffield United | 0 - 1 | Everton                | Bramall Lane       | 26 de diciembre | 20:00 |
| Leeds United     | 1 - 0 | Burnley                | Elland Road        | 27 de diciembre | 12:00 |
| West Ham United  | 2 - 2 | Brighton & Hove Albion | London Stadium     | 27 de diciembre | 14:15 |
| Liverpool        | 1 - 1 | West Bromwich Albion   | Anfield            | 27 de diciembre | 16:30 |
| Wolverhampton    | 1 - 1 | Tottenham Hotspur      | Molineux Stadium   | 27 de diciembre | 19:15 |

| Crystal Palace         | 1 - 1 | Leicester City   | Selhurst Park             | 28 de diciembre | 15:00 |
| Chelsea                | 1 - 1 | Aston Villa      | Stamford Bridge           | 28 de diciembre | 17:30 |
| Brighton & Hove Albion | 0 - 1 | Arsenal          | Amex Stadium              | 29 de diciembre | 18:00 |
| Southampton            | 0 - 0 | West Ham United  | St Mary's Stadium         | 29 de diciembre | 18:00 |
| West Bromwich Albion   | 0 - 5 | Leeds United     | The Hawthorns             | 29 de diciembre | 18:00 |
| Burnley                | 1 - 0 | Sheffield United | Turf Moor                 | 29 de diciembre | 18:00 |
| Manchester United      | 1 - 0 | Wolverhampton    | Old Trafford              | 29 de diciembre | 20:00 |
| Newcastle United       | 0 - 0 | Liverpool        | St. James' Park           | 30 de diciembre | 20:00 |
| Tottenham Hotspur      | 1 - 1 | Fulham           | Tottenham Hotspur Stadium | 13 de enero     | 20:15 |
| Everton                | 1 - 3 | Manchester City  | Goodison Park             | 17 de febrero   | 20:15 |

| Everton                | 0 - 1 | West Ham United  | Goodison Park             | 1 de enero    | 17:30 |
| Manchester United      | 2 - 1 | Aston Villa      | Old Trafford              | 1 de enero    | 20:00 |
| Tottenham Hotspur      | 3 - 0 | Leeds United     | Tottenham Hotspur Stadium | 2 de enero    | 12:30 |
| Crystal Palace         | 2 - 0 | Sheffield United | Selhurst Park             | 2 de enero    | 15:00 |
| Brighton & Hove Albion | 3 - 3 | Wolverhampton    | Amex Stadium              | 2 de enero    | 17:30 |
| West Bromwich Albion   | 0 - 4 | Arsenal          | The Hawthorns             | 2 de enero    | 20:00 |
| Newcastle United       | 1 - 2 | Leicester City   | St. James' Park           | 3 de enero    | 14:15 |
| Chelsea                | 1 - 3 | Manchester City  | Stamford Bridge           | 3 de enero    | 16:30 |
| Southampton            | 1 - 0 | Liverpool        | St Mary's Stadium         | 4 de enero    | 20:00 |
| Burnley                | 1 - 1 | Fulham           | Turf Moor                 | 17 de febrero | 18:00 |

| Sheffield United | 1 - 0 | Newcastle United       | Bramall Lane       | 12 de enero   | 18:00 |
| Wolverhampton    | 1 - 2 | Everton                | Molineux Stadium   | 12 de enero   | 20:15 |
| Manchester City  | 1 - 0 | Brighton & Hove Albion | Etihad Stadium     | 13 de enero   | 18:00 |
| Arsenal          | 0 - 0 | Crystal Palace         | Emirates Stadium   | 14 de enero   | 20:00 |
| West Ham United  | 2 - 1 | West Bromwich Albion   | London Stadium     | 19 de enero   | 18:00 |
| Leicester City   | 2 - 0 | Chelsea                | King Power Stadium | 19 de enero   | 20:15 |
| Fulham           | 1 - 2 | Manchester United      | Craven Cottage     | 20 de enero   | 20:15 |
| Liverpool        | 0 - 1 | Burnley                | Anfield            | 21 de enero   | 20:00 |
| Leeds United     | 3 - 0 | Southampton            | Elland Road        | 23 de febrero | 18:00 |
| Aston Villa      | 0 - 2 | Tottenham Hotspur      | Villa Park         | 21 de marzo   | 19:30 |

| Wolverhampton    | 2 - 3 | West Bromwich Albion   | Molineux Stadium   | 16 de enero | 12:30 |
| Leeds United     | 0 - 1 | Brighton & Hove Albion | Elland Road        | 16 de enero | 15:00 |
| West Ham United  | 1 - 0 | Burnley                | London Stadium     | 16 de enero | 15:00 |
| Fulham           | 0 - 1 | Chelsea                | Craven Cottage     | 16 de enero | 17:30 |
| Leicester City   | 2 - 0 | Southampton            | King Power Stadium | 16 de enero | 20:00 |
| Sheffield United | 1 - 3 | Tottenham Hotspur      | Bramall Lane       | 17 de enero | 14:00 |
| Liverpool        | 0 - 0 | Manchester United      | Anfield            | 17 de enero | 16:30 |
| Manchester City  | 4 - 0 | Crystal Palace         | Etihad Stadium     | 17 de enero | 19:15 |
| Arsenal          | 3 - 0 | Newcastle United       | Emirates Stadium   | 18 de enero | 20:00 |
| Aston Villa      | 0 - 0 | Everton                | Villa Park         | 13 de mayo  | 18:00 |

### Segunda vuelta
| Crystal Palace         | 2 - 3 | West Ham United         | Selhurst Park             | 26 de enero | 18:00 |
| Newcastle United       | 1 - 2 | Leeds United            | St James' Park            | 26 de enero | 18:00 |
| Southampton            | 1 - 3 | Arsenal                 | St Mary's Stadium         | 26 de enero | 20:15 |
| West Bromwich Albion   | 0 - 5 | Manchester City         | The Hawthorns             | 26 de enero | 20:15 |
| Burnley                | 3 - 2 | Aston Villa             | Turf Moor                 | 27 de enero | 18:00 |
| Chelsea                | 0 - 0 | Wolverhampton Wanderers | Stamford Bridge           | 27 de enero | 18:00 |
| Brighton & Hove Albion | 0 - 0 | Fulham                  | Amex Stadium              | 27 de enero | 19:30 |
| Everton                | 1 - 1 | Leicester City          | Goodison Park             | 27 de enero | 20:15 |
| Manchester United      | 1 - 2 | Sheffield United        | Old Trafford              | 27 de enero | 20:15 |
| Tottenham Hotspur      | 1 - 3 | Liverpool               | Tottenham Hotspur Stadium | 28 de enero | 20:00 |

| Everton                | 0 - 2 | Newcastle United        | Goodison Park      | 30 de enero | 12:30 |
| Crystal Palace         | 1 - 0 | Wolverhampton Wanderers | Selhurst Park      | 30 de enero | 15:00 |
| Manchester City        | 1 - 0 | Sheffield United        | Etihad Stadium     | 30 de enero | 15:00 |
| West Bromwich Albion   | 2 - 2 | Fulham                  | The Hawthorns      | 30 de enero | 15:00 |
| Arsenal                | 0 - 0 | Manchester United       | Emirates Stadium   | 30 de enero | 17:30 |
| Southampton            | 0 - 1 | Aston Villa             | St Mary's Stadium  | 30 de enero | 20:00 |
| Chelsea                | 2 - 0 | Burnley                 | Stamford Bridge    | 31 de enero | 12:00 |
| Leicester City         | 1 - 3 | Leeds United            | King Power Stadium | 31 de enero | 14:00 |
| West Ham United        | 1 - 3 | Liverpool               | London Stadium     | 31 de enero | 16:30 |
| Brighton & Hove Albion | 1 - 0 | Tottenham Hotspur       | Amex Stadium       | 31 de enero | 19:15 |

| Sheffield United        | 2 - 1 | West Bromwich Albion   | Bramall Lane              | 2 de febrero | 18:00 |
| Wolverhampton Wanderers | 2 - 1 | Arsenal                | Molineux Stadium          | 2 de febrero | 18:00 |
| Manchester United       | 9 - 0 | Southampton            | Old Trafford              | 2 de febrero | 20:15 |
| Newcastle United        | 1 - 2 | Crystal Palace         | St James' Park            | 2 de febrero | 20:15 |
| Burnley                 | 0 - 2 | Manchester City        | Turf Moor                 | 3 de febrero | 18:00 |
| Fulham                  | 0 - 2 | Leicester City         | Craven Cottage            | 3 de febrero | 18:00 |
| Leeds United            | 1 - 2 | Everton                | Elland Road               | 3 de febrero | 19:30 |
| Aston Villa             | 1 - 3 | West Ham United        | Villa Park                | 3 de febrero | 20:15 |
| Liverpool               | 0 - 1 | Brighton & Hove Albion | Anfield                   | 3 de febrero | 20:15 |
| Tottenham Hotspur       | 0 - 1 | Chelsea                | Tottenham Hotspur Stadium | 4 de febrero | 20:00 |

| Aston Villa             | 1 - 0 | Arsenal                | Villa Park                | 6 de febrero | 12:30 |
| Burnley                 | 1 - 1 | Brighton & Hove Albion | Turf Moor                 | 6 de febrero | 15:00 |
| Newcastle United        | 3 - 2 | Southampton            | St James' Park            | 6 de febrero | 15:00 |
| Fulham                  | 0 - 0 | West Ham United        | Craven Cottage            | 6 de febrero | 17:30 |
| Manchester United       | 3 - 3 | Everton                | Old Trafford              | 6 de febrero | 20:00 |
| Tottenham Hotspur       | 2 - 0 | West Bromwich Albion   | Tottenham Hotspur Stadium | 7 de febrero | 12:00 |
| Wolverhampton Wanderers | 0 - 0 | Leicester City         | Molineux Stadium          | 7 de febrero | 14:00 |
| Liverpool               | 1 - 4 | Manchester City        | Anfield                   | 7 de febrero | 16:30 |
| Sheffield United        | 1 - 2 | Chelsea                | Bramall Lane              | 7 de febrero | 19:15 |
| Leeds United            | 2 - 0 | Crystal Palace         | Elland Road               | 8 de febrero | 20:00 |

| Leicester City         | 3 - 1 | Liverpool               | King Power Stadium | 13 de febrero | 12:30 |
| Crystal Palace         | 0 - 3 | Burnley                 | Selhurst Park      | 13 de febrero | 15:00 |
| Manchester City        | 3 - 0 | Tottenham Hotspur       | Etihad Stadium     | 13 de febrero | 17:30 |
| Brighton & Hove Albion | 0 - 0 | Aston Villa             | Amex Stadium       | 13 de febrero | 20:00 |
| Southampton            | 1 - 2 | Wolverhampton Wanderers | St Mary's Stadium  | 14 de febrero | 12:00 |
| West Bromwich Albion   | 1 - 1 | Manchester United       | The Hawthorns      | 14 de febrero | 14:00 |
| Arsenal                | 4 - 2 | Leeds United            | Emirates Stadium   | 14 de febrero | 16:30 |
| Everton                | 0 - 2 | Fulham                  | Goodison Park      | 14 de febrero | 19:00 |
| West Ham United        | 3 - 0 | Sheffield United        | London Stadium     | 15 de febrero | 18:00 |
| Chelsea                | 2 - 0 | Newcastle United        | Stamford Bridge    | 15 de febrero | 20:00 |

| Wolverhampton Wanderers | 1 - 0 | Leeds United         | Molineux Stadium  | 19 de febrero | 20:00 |
| Southampton             | 1 - 1 | Chelsea              | St Mary's Stadium | 20 de febrero | 12:30 |
| Burnley                 | 0 - 0 | West Bromwich Albion | Turf Moor         | 20 de febrero | 15:00 |
| Liverpool               | 0 - 2 | Everton              | Anfield           | 20 de febrero | 17:30 |
| Fulham                  | 1 - 0 | Sheffield United     | Craven Cottage    | 20 de febrero | 20:00 |
| West Ham United         | 2 - 1 | Tottenham Hotspur    | London Stadium    | 21 de febrero | 12:00 |
| Aston Villa             | 1 - 2 | Leicester City       | Villa Park        | 21 de febrero | 14:00 |
| Arsenal                 | 0 - 1 | Manchester City      | Emirates Stadium  | 21 de febrero | 16:30 |
| Manchester United       | 3 - 1 | Newcastle United     | Old Trafford      | 21 de febrero | 19:00 |
| Brighton & Hove Albion  | 1 - 2 | Crystal Palace       | Amex Stadium      | 22 de febrero | 20:00 |

| Manchester City      | 2 - 1 | West Ham United         | Etihad Stadium            | 27 de febrero | 12:30 |
| West Bromwich Albion | 1 - 0 | Brighton & Hove Albion  | The Hawthorns             | 27 de febrero | 15:00 |
| Leeds United         | 0 - 1 | Aston Villa             | Elland Road               | 27 de febrero | 17:30 |
| Newcastle United     | 1 - 1 | Wolverhampton Wanderers | St James' Park            | 27 de febrero | 20:00 |
| Crystal Palace       | 0 - 0 | Fulham                  | Selhurst Park             | 28 de febrero | 12:00 |
| Leicester City       | 1 - 3 | Arsenal                 | King Power Stadium        | 28 de febrero | 12:00 |
| Tottenham Hotspur    | 4 - 0 | Burnley                 | Tottenham Hotspur Stadium | 28 de febrero | 14:00 |
| Chelsea              | 0 - 0 | Manchester United       | Stamford Bridge           | 28 de febrero | 16:30 |
| Sheffield United     | 0 - 2 | Liverpool               | Bramall Lane              | 28 de febrero | 19:15 |
| Everton              | 1 - 0 | Southampton             | Goodison Park             | 1 de marzo    | 20:00 |

| Burnley                | 1 - 1 | Arsenal                 | Turf Moor                 | 6 de marzo | 12:30 |
| Sheffield United       | 0 - 2 | Southampton             | Bramall Lane              | 6 de marzo | 15:00 |
| Aston Villa            | 0 - 0 | Wolverhampton Wanderers | Villa Park                | 6 de marzo | 17:30 |
| Brighton & Hove Albion | 1 - 2 | Leicester City          | Amex Stadium              | 6 de marzo | 20:00 |
| West Bromwich Albion   | 0 - 0 | Newcastle United        | The Hawthorns             | 7 de marzo | 12:00 |
| Liverpool              | 0 - 1 | Fulham                  | Anfield                   | 7 de marzo | 14:00 |
| Manchester City        | 0 - 2 | Manchester United       | Etihad Stadium            | 7 de marzo | 16:30 |
| Tottenham Hotspur      | 4 - 1 | Crystal Palace          | Tottenham Hotspur Stadium | 7 de marzo | 19:15 |
| Chelsea                | 2 - 0 | Everton                 | Stamford Bridge           | 8 de marzo | 18:00 |
| West Ham United        | 2 - 0 | Leeds United            | London Stadium            | 8 de marzo | 20:00 |

| Newcastle United        | 1 - 1 | Aston Villa            | St James' Park     | 12 de marzo | 20:00 |
| Leeds United            | 0 - 0 | Chelsea                | Elland Road        | 13 de marzo | 12:30 |
| Crystal Palace          | 1 - 0 | West Bromwich Albion   | Selhurst Park      | 13 de marzo | 15:00 |
| Everton                 | 1 - 2 | Burnley                | Goodison Park      | 13 de marzo | 17:30 |
| Fulham                  | 0 - 3 | Manchester City        | Craven Cottage     | 13 de marzo | 20:00 |
| Southampton             | 1 - 2 | Brighton & Hove Albion | St Mary's Stadium  | 14 de marzo | 12:00 |
| Leicester City          | 5 - 0 | Sheffield United       | King Power Stadium | 14 de marzo | 14:00 |
| Arsenal                 | 2 - 1 | Tottenham Hotspur      | Emirates Stadium   | 14 de marzo | 16:30 |
| Manchester United       | 1 - 0 | West Ham United        | Old Trafford       | 14 de marzo | 19:15 |
| Wolverhampton Wanderers | 0 - 1 | Liverpool              | Molineux Stadium   | 15 de marzo | 20:00 |

| Manchester City        | 4 - 1 | Wolverhampton Wanderers | Etihad Stadium            | 2 de marzo  | 20:00 |
| Burnley                | 1 - 1 | Leicester City          | Turf Moor                 | 3 de marzo  | 18:00 |
| Sheffield United       | 1 - 0 | Aston Villa             | Bramall Lane              | 3 de marzo  | 18:00 |
| Crystal Palace         | 0 - 0 | Manchester United       | Selhurst Park             | 3 de marzo  | 20:15 |
| West Bromwich Albion   | 0 - 1 | Everton                 | The Hawthorns             | 4 de marzo  | 18:00 |
| Liverpool              | 0 - 1 | Chelsea                 | Anfield                   | 4 de marzo  | 20:15 |
| Fulham                 | 1 - 2 | Leeds United            | Craven Cottage            | 19 de marzo | 20:00 |
| Brighton & Hove Albion | 3 - 0 | Newcastle United        | Amex Stadium              | 20 de marzo | 20:00 |
| West Ham United        | 3 - 3 | Arsenal                 | London Stadium            | 21 de marzo | 15:00 |
| Tottenham Hotspur      | 2 - 1 | Southampton             | Tottenham Hotspur Stadium | 21 de abril | 18:00 |

| Chelsea                 | 2 - 5 | West Bromwich Albion   | Stamford Bridge    | 3 de abril | 12:30 |
| Leeds United            | 2 - 1 | Sheffield United       | Elland Road        | 3 de abril | 15:00 |
| Leicester City          | 0 - 2 | Manchester City        | King Power Stadium | 3 de abril | 17:30 |
| Arsenal                 | 0 - 3 | Liverpool              | Emirates Stadium   | 3 de abril | 20:00 |
| Southampton             | 3 - 2 | Burnley                | St Mary's Stadium  | 4 de abril | 12:00 |
| Newcastle United        | 2 - 2 | Tottenham Hotspur      | St James' Park     | 4 de abril | 14:05 |
| Aston Villa             | 3 - 1 | Fulham                 | Villa Park         | 4 de abril | 16:30 |
| Manchester United       | 2 - 1 | Brighton & Hove Albion | Old Trafford       | 4 de abril | 19:30 |
| Everton                 | 1 - 1 | Crystal Palace         | Goodison Park      | 5 de abril | 18:00 |
| Wolverhampton Wanderers | 2 - 3 | West Ham United        | Molineux Stadium   | 5 de abril | 20:15 |

| Fulham                 | 0 - 1 | Wolverhampton Wanderers | Craven Cottage            | 9 de abril  | 20:00 |
| Manchester City        | 1 - 2 | Leeds United            | Etihad Stadium            | 10 de abril | 12:30 |
| Liverpool              | 2 - 1 | Aston Villa             | Anfield                   | 10 de abril | 15:00 |
| Crystal Palace         | 1 - 4 | Chelsea                 | Selhurst Park             | 10 de abril | 17:30 |
| Burnley                | 1 - 2 | Newcastle United        | Turf Moor                 | 11 de abril | 12:00 |
| West Ham United        | 3 - 2 | Leicester City          | London Stadium            | 11 de abril | 14:05 |
| Tottenham Hotspur      | 1 - 3 | Manchester United       | Tottenham Hotspur Stadium | 11 de abril | 16:30 |
| Sheffield United       | 0 - 3 | Arsenal                 | Bramall Lane              | 11 de abril | 19:00 |
| West Bromwich Albion   | 3 - 0 | Southampton             | The Hawthorns             | 12 de abril | 18:00 |
| Brighton & Hove Albion | 0 - 0 | Everton                 | Amex Stadium              | 12 de abril | 20:15 |

| Everton                 | 2 - 2 | Tottenham Hotspur      | Goodison Park      | 16 de abril | 20:00 |
| Newcastle United        | 3 - 2 | West Ham United        | St James' Park     | 17 de abril | 12:30 |
| Wolverhampton Wanderers | 1 - 0 | Sheffield United (D)   | Molineux Stadium   | 17 de abril | 15:00 |
| Arsenal                 | 1 - 1 | Fulham                 | Emirates Stadium   | 18 de abril | 13:30 |
| Manchester United       | 3 - 1 | Burnley                | Old Trafford       | 18 de abril | 16:00 |
| Leeds United            | 1 - 1 | Liverpool              | Elland Road        | 19 de abril | 20:00 |
| Chelsea                 | 0 - 0 | Brighton & Hove Albion | Stamford Bridge    | 20 de abril | 20:00 |
| Aston Villa             | 1 - 2 | Manchester City        | Villa Park         | 21 de abril | 20:15 |
| Leicester City          | 3 - 0 | West Bromwich Albion   | King Power Stadium | 22 de abril | 20:00 |
| Southampton             | 3 - 1 | Crystal Palace         | St Mary's Stadium  | 11 de mayo  | 20:00 |

| Fulham                  | 0 - 1 | Tottenham Hotspur      | Craven Cottage     | 4 de marzo  | 18:00 |
| Manchester City         | 5 - 2 | Southampton            | Etihad Stadium     | 10 de marzo | 18:00 |
| Arsenal                 | 0 - 1 | Everton                | Emirates Stadium   | 23 de abril | 20:00 |
| Liverpool               | 1 - 1 | Newcastle United       | Anfield            | 24 de abril | 12:30 |
| West Ham United         | 0 - 1 | Chelsea                | London Stadium     | 24 de abril | 17:30 |
| Sheffield United        | 1 - 0 | Brighton & Hove Albion | Bramall Lane       | 24 de abril | 20:00 |
| Wolverhampton Wanderers | 0 - 4 | Burnley                | Molineux Stadium   | 25 de abril | 12:00 |
| Leeds United            | 0 - 0 | Manchester United      | Elland Road        | 25 de abril | 14:00 |
| Aston Villa             | 2 - 2 | West Bromwich Albion   | Villa Park         | 25 de abril | 19:00 |
| Leicester City          | 2 - 1 | Crystal Palace         | King Power Stadium | 26 de abril | 20:00 |

| Southampton            | 1 - 1 | Leicester City          | St Mary's Stadium         | 30 de abril | 20:00 |
| Crystal Palace         | 0 - 2 | Manchester City         | Selhurst Park             | 1 de mayo   | 12:30 |
| Brighton & Hove Albion | 2 - 0 | Leeds United            | Amex Stadium              | 1 de mayo   | 15:00 |
| Chelsea                | 2 - 0 | Fulham                  | Stamford Bridge           | 1 de mayo   | 17:30 |
| Everton                | 1 - 2 | Aston Villa             | Goodison Park             | 1 de mayo   | 20:00 |
| Newcastle United       | 0 - 2 | Arsenal                 | St James' Park            | 2 de mayo   | 14:00 |
| Tottenham Hotspur      | 4 - 0 | Sheffield United        | Tottenham Hotspur Stadium | 2 de mayo   | 19:15 |
| West Bromwich Albion   | 1 - 1 | Wolverhampton Wanderers | The Hawthorns             | 3 de mayo   | 18:00 |
| Burnley                | 1 - 2 | West Ham United         | Turf Moor                 | 3 de mayo   | 20:15 |
| Manchester United      | 2 - 4 | Liverpool               | Old Trafford              | 13 de mayo  | 20:15 |

| Leicester City          | 2 - 4 | Newcastle United         | King Power Stadium | 7 de mayo  | 20:00 |
| Leeds United            | 3 - 1 | Tottenham Hotspur        | Elland Road        | 8 de mayo  | 12:00 |
| Sheffield United        | 0 - 2 | Crystal Palace           | Bramall Lane       | 8 de mayo  | 15:00 |
| Manchester City         | 1 - 2 | Chelsea                  | Etihad Stadium     | 8 de mayo  | 17:30 |
| Liverpool               | 2 - 0 | Southampton              | Anfield            | 8 de mayo  | 20:15 |
| Wolverhampton Wanderers | 2 - 1 | Brighton & Hove Albion   | Molineux Stadium   | 9 de mayo  | 12:00 |
| Aston Villa             | 1 - 3 | Manchester United        | Villa Park         | 9 de mayo  | 14:05 |
| West Ham United         | 0 - 1 | Everton                  | London Stadium     | 9 de mayo  | 16:30 |
| Arsenal                 | 3 - 1 | West Bromwich Albion (D) | Emirates Stadium   | 9 de mayo  | 19:00 |
| Fulham (D)              | 0 - 2 | Burnley                  | Craven Cottage     | 10 de mayo | 20:00 |

| Manchester United      | 1 - 2 | Leicester City          | Old Trafford              | 11 de mayo | 18:00 |
| Chelsea                | 0 - 1 | Arsenal                 | Stamford Bridge           | 12 de mayo | 20:15 |
| Newcastle United       | 3 - 4 | Manchester City (C)     | St James' Park            | 14 de mayo | 20:00 |
| Burnley                | 0 - 4 | Leeds United            | Turf Moor                 | 15 de mayo | 12:30 |
| Southampton            | 3 - 1 | Fulham                  | St Mary's Stadium         | 15 de mayo | 15:00 |
| Brighton & Hove Albion | 1 - 1 | West Ham United         | Amex Stadium              | 15 de mayo | 20:00 |
| Crystal Palace         | 3 - 2 | Aston Villa             | Selhurst Park             | 16 de mayo | 12:00 |
| Tottenham Hotspur      | 2 - 0 | Wolverhampton Wanderers | Tottenham Hotspur Stadium | 16 de mayo | 14:05 |
| West Bromwich Albion   | 1 - 2 | Liverpool               | The Hawthorns             | 16 de mayo | 16:30 |
| Everton                | 0 - 1 | Sheffield United        | Goodison Park             | 16 de mayo | 19:00 |

| Manchester United      | 1 - 1 | Fulham                  | Old Trafford              | 18 de mayo | 18:00 |
| Southampton            | 0 - 2 | Leeds United            | St Mary's Stadium         | 18 de mayo | 18:00 |
| Brighton & Hove Albion | 3 - 2 | Manchester City         | Amex Stadium              | 18 de mayo | 19:00 |
| Chelsea                | 2 - 1 | Leicester City          | Stamford Bridge           | 18 de mayo | 20:15 |
| Everton                | 1 - 0 | Wolverhampton Wanderers | Goodison Park             | 19 de mayo | 18:00 |
| Newcastle United       | 1 - 0 | Sheffield United        | St James' Park            | 19 de mayo | 18:00 |
| Tottenham Hotspur      | 1 - 2 | Aston Villa             | Tottenham Hotspur Stadium | 19 de mayo | 18:00 |
| Crystal Palace         | 1 - 3 | Arsenal                 | Selhurst Park             | 19 de mayo | 19:00 |
| Burnley                | 0 - 3 | Liverpool               | Turf Moor                 | 19 de mayo | 20:15 |
| West Bromwich Albion   | 1 - 3 | West Ham United         | The Hawthorns             | 19 de mayo | 20:15 |

| Arsenal                 | 2 - 0 | Brighton & Hove Albion | Emirates Stadium   | 23 de mayo | 16:00 |
| Aston Villa             | 2 - 1 | Chelsea                | Villa Park         | 23 de mayo | 16:00 |
| Fulham                  | 0 - 2 | Newcastle United       | Craven Cottage     | 23 de mayo | 16:00 |
| Leeds United            | 3 - 1 | West Bromwich Albion   | Elland Road        | 23 de mayo | 16:00 |
| Leicester City          | 2 - 4 | Tottenham Hotspur      | King Power Stadium | 23 de mayo | 16:00 |
| Liverpool               | 2 - 0 | Crystal Palace         | Anfield            | 23 de mayo | 16:00 |
| Manchester City         | 5 - 0 | Everton                | Etihad Stadium     | 23 de mayo | 16:00 |
| Sheffield United        | 1 - 0 | Burnley                | Bramall Lane       | 23 de mayo | 16:00 |
| West Ham United         | 3 - 0 | Southampton            | London Stadium     | 23 de mayo | 16:00 |
| Wolverhampton Wanderers | 1 - 2 | Manchester United      | Molineux Stadium   | 23 de mayo | 16:00 |

|                                                                                           |
| Bandera de Gran Mánchester                                                                |
| Campeón Manchester City F. C. 7.° título de Primera División 5.° título de Premier League |

Notas:
1. ↑  El partido entre Burnley vs. Manchester United fue postergado debido a la participación del Manchester United en competencias europeas de la temporada anterior.[61] Se reprogramó para el 12 de enero a las 20:15 (UTC+0).
2. ↑  El partido entre Manchester City vs. Aston Villa fue postergado debido a la participación del Manchester City en competencias europeas de la temporada anterior.[62] Se reprogramó para el 20 de enero a las 18:00 (UTC+0).
3. ↑  El partido entre Aston Villa vs. Newcastle United fue postergado debido a la casos de COVID-19 presentados en varios jugadores de Newcastle United.[63] Se reprogramó para el 23 de enero a las 20:00 (UTC+0).
4. ↑  El partido entre Tottenham Hotspur vs. Fulham fue postergado debido a la casos de COVID-19 presentados en varios jugadores del Fulham.[64] Se reprogramó para el 13 de enero a las 20:15 (UTC+0).
5. ↑  El partido entre Everton vs. Manchester City fue postergado debido a la casos de COVID-19 presentados en varios jugadores del Manchester City.[65] Se reprogramó para el 17 de febrero a las 20:15 (UTC+0).
6. ↑  El partido entre Burnley vs. Fulham fue postergado debido a la casos de COVID-19 presentados en varios jugadores del Fulham.[66] Se reprogramó para el 17 de febrero a las 18:00 (UTC+0).
7. ↑  El partido entre Leeds United vs. Southampton fue postergado debido a la participación del Southampton en la Tercera Ronda de la FA Cup contra Shrewsbury Town.[67] Se reprogramó para el 23 de febrero a las 18:00 (UTC+0).
8. ↑  El partido entre Aston Villa vs. Tottenham Hotspur fue postergado debido a la casos de COVID-19 presentados en varios jugadores del Aston Villa.[68] Se reprogramó para el 21 de marzo a las 19:30 (UTC+0).
9. ↑  El partido entre Aston Villa vs. Everton fue postergado debido a la casos de COVID-19 presentados en varios jugadores del Aston Villa.[69] Se reprogramó para el 13 de mayo a las 18:00 (UTC+0).
10. ↑  El partido entre Tottenham Hotspur vs. Southampton fue postergado.[70] Se reprogramó para el 21 de abril a las 18:00 (UTC+0).
11. ↑  El partido entre Southampton vs. Crystal Palace fue postergado debido a la participación del Southampton en la semifinal de la FA Cup contra Leicester City.[71] Se reprogramó para el 11 de mayo a las 20:00 (UTC+0).

### Tabla de resultados cruzados
| Local \ Visitante      | ARS | AST | BRI | BUR | CHE | CRY | EVE | FUL | LEE | LEI | LIV | MAC | MAU | NEW | SHE | SOU | TOT | WBA | WHU | WOL |
| ---------------------- | --- | --- | --- | --- | --- | --- | --- | --- | --- | --- | --- | --- | --- | --- | --- | --- | --- | --- | --- | --- |
| Arsenal                | —   | 0–3 | 2–0 | 0–1 | 3–1 | 0–0 | 0–1 | 1–1 | 4–2 | 0–1 | 0–3 | 0–1 | 0–0 | 3–0 | 2–1 | 1–1 | 2–1 | 3–1 | 2–1 | 1–2 |
| Aston Villa            | 1–0 | —   | 1–2 | 0–0 | 2–1 | 3–0 | 0–0 | 3–1 | 0–3 | 1–2 | 7–2 | 1–2 | 1–3 | 2–0 | 1–0 | 3–4 | 0–2 | 2–2 | 1–3 | 0–0 |
| Brighton & Hove Albion | 0–1 | 0–0 | —   | 0–0 | 1–3 | 1–2 | 0–0 | 0–0 | 2–0 | 1–2 | 1–1 | 3–2 | 2–3 | 3–0 | 1–1 | 1–2 | 1–0 | 1–1 | 1–1 | 3–3 |
| Burnley                | 1–1 | 3–2 | 1–1 | —   | 0–3 | 1–0 | 1–1 | 1–1 | 0–4 | 1–1 | 0–3 | 0–2 | 0–1 | 1–2 | 1–0 | 0–1 | 0–1 | 0–0 | 1–2 | 2–1 |
| Chelsea                | 0–1 | 1–1 | 0–0 | 2–0 | —   | 4–0 | 2–0 | 2–0 | 3–1 | 2–1 | 0–2 | 1–3 | 0–0 | 2–0 | 4–1 | 3–3 | 0–0 | 2–5 | 3–0 | 0–0 |
| Crystal Palace         | 1–3 | 3–2 | 1–1 | 0–3 | 1–4 | —   | 1–2 | 0–0 | 4–1 | 1–1 | 0–7 | 0–2 | 0–0 | 0–2 | 2–0 | 1–0 | 1–1 | 1–0 | 2–3 | 1–0 |
| Everton                | 2–1 | 1–2 | 4–2 | 1–2 | 1–0 | 1–1 | —   | 0–2 | 0–1 | 1–1 | 2–2 | 1–3 | 1–3 | 0–2 | 0–1 | 1–0 | 2–2 | 5–2 | 0–1 | 1–0 |
| Fulham                 | 0–3 | 0–3 | 0–0 | 0–2 | 0–1 | 1–2 | 2–3 | —   | 1–2 | 0–2 | 1–1 | 0–3 | 1–2 | 0–2 | 1–0 | 0–0 | 0–1 | 2–0 | 0–0 | 0–1 |
| Leeds United           | 0–0 | 0–1 | 0–1 | 1–0 | 0–0 | 2–0 | 1–2 | 4–3 | —   | 1–4 | 1–1 | 1–1 | 0–0 | 5–2 | 2–1 | 3–0 | 3–1 | 3–1 | 1–2 | 0–1 |
| Leicester City         | 1–3 | 0–1 | 3–0 | 4–2 | 2–0 | 2–1 | 0–2 | 1–2 | 1–3 | —   | 3–1 | 0–2 | 2–2 | 2–4 | 5–0 | 2–0 | 2–4 | 3–0 | 0–3 | 1–0 |
| Liverpool              | 3–1 | 2–1 | 0–1 | 0–1 | 0–1 | 2–0 | 0–2 | 0–1 | 4–3 | 3–0 | —   | 1–4 | 0–0 | 1–1 | 2–1 | 2–0 | 2–1 | 1–1 | 2–1 | 4–0 |
| Manchester City        | 1–0 | 2–0 | 1–0 | 5–0 | 1–2 | 4–0 | 5–0 | 2–0 | 1–2 | 2–5 | 1–1 | —   | 0–2 | 2–0 | 1–0 | 5–2 | 3–0 | 1–1 | 2–1 | 4–1 |
| Manchester United      | 0–1 | 2–1 | 2–1 | 3–1 | 0–0 | 1–3 | 3–3 | 1–1 | 6–2 | 1–2 | 2–4 | 0–0 | —   | 3–1 | 1–2 | 9–0 | 1–6 | 1–0 | 1–0 | 1–0 |
| Newcastle United       | 0–2 | 1–1 | 0–3 | 3–1 | 0–2 | 1–2 | 2–1 | 1–1 | 1–2 | 1–2 | 0–0 | 3–4 | 1–4 | —   | 1–0 | 3–2 | 2–2 | 2–1 | 3–2 | 1–1 |
| Sheffield United       | 0–3 | 1–0 | 1–0 | 1–0 | 1–2 | 0–2 | 0–1 | 1–1 | 0–1 | 1–2 | 0–2 | 0–1 | 2–3 | 1–0 | —   | 0–2 | 1–3 | 2–1 | 0–1 | 0–2 |
| Southampton            | 1–3 | 0–1 | 1–2 | 3–2 | 1–1 | 3–1 | 2–0 | 3–1 | 0–2 | 1–1 | 1–0 | 0–1 | 2–3 | 2–0 | 3–0 | —   | 2–5 | 2–0 | 3–3 | 2–0 |
| Tottenham Hotspur      | 2–0 | 1–2 | 2–1 | 4–0 | 0–1 | 4–1 | 0–1 | 1–1 | 3–0 | 0–2 | 1–3 | 2–0 | 1–3 | 1–1 | 4–0 | 2–1 | —   | 2–0 | 3–3 | 2–0 |
| West Bromwich Albion   | 0–4 | 0–3 | 1–0 | 0–0 | 3–3 | 1–5 | 0–1 | 2–2 | 0–5 | 0–3 | 1–2 | 0–5 | 1–1 | 0–0 | 1–0 | 3–0 | 0–1 | —   | 1–3 | 1–1 |
| West Ham United        | 3–3 | 2–1 | 2–2 | 1–0 | 0–1 | 1–1 | 0–1 | 1–0 | 2–0 | 3–2 | 1–3 | 1–1 | 1–3 | 0–2 | 3–0 | 3–0 | 2–1 | 2–1 | —   | 4–0 |
| Wolverhampton          | 2–1 | 0–1 | 2–1 | 0–4 | 2–1 | 2–0 | 1–2 | 1–0 | 1–0 | 0–0 | 0–1 | 1–3 | 1–2 | 1–1 | 1–0 | 1–1 | 1–1 | 2–3 | 2–3 | —   |

## Datos y estadísticas

### Récords
- Primer gol de la temporada: Anotado por Alexandre Lacazette, para el Arsenal contra el Fulham (12 de septiembre de 2020).
- Último gol de la temporada: Anotado por Gareth Bale, para el Tottenham Hotspur contra el Leicester City (23 de mayo de 2021).
- Gol más rápido: Anotado a los 45 segundos por Son Heung-Min en el Tottenham Hotspur 3 - 3 West Ham United (18 de octubre de 2020).
- Gol más cercano al final del encuentro: Anotado a los 90+10 minutos por Bruno Fernandes en el Brighton & Hove Albion 2 - 3 Manchester United (26 de septiembre de 2020).
- Mayor número de goles marcados en un partido: 9 goles, en el Aston Villa 7 - 2 Liverpool (4 de octubre de 2020) y Manchester United 9 - 0 Southampton (2 de febrero de 2021.
- Mayor victoria local: Manchester United 9 - 0 Southampton (2 de febrero de 2021).
- Mayor victoria visitante: Crystal Palace 0 - 7 Liverpool (19 de diciembre de 2020).
- Mayor racha invicta: 17 partidos, por el Manchester City, desde la Jornada X hasta la Jornada XXVI.

| Jugador               | G. | Part. | Prom. | Min. | M/G | Club              |
| --------------------- | -- | ----- | ----- | ---- | --- | ----------------- |
| Harry Kane            | 23 | 35    | 0.66  | 3085 | 134 | Tottenham         |
| Mohamed Salah         | 22 | 37    | 0.59  | 3079 | 140 | Liverpool         |
| Bruno Fernandes       | 18 | 37    | 0.49  | 3105 | 173 | Manchester United |
| Patrick Bamford       | 17 | 38    | 0.45  | 3062 | 180 | Leeds United      |
| Heung-Min Son         | 17 | 37    | 0.46  | 3121 | 184 | Tottenham         |
| Dominic Calvert-Lewin | 16 | 33    | 0.48  | 2874 | 180 | Everton           |
| Jamie Vardy           | 15 | 34    | 0.44  | 2844 | 190 | Leicester City    |
| Ollie Watkins         | 14 | 37    | 0.38  | 3329 | 238 | Aston Villa       |
| İlkay Gündoğan        | 13 | 28    | 0.46  | 2030 | 156 | Manchester City   |
| Alexandre Lacazette   | 13 | 31    | 0.42  | 1927 | 148 | Arsenal           |

| Datos actualizados a 23 de mayo de 2021 según la página oficial de la competición. |

| Jugador         | A. | Part. | Prom. | Min. | M/A | Club              |
| --------------- | -- | ----- | ----- | ---- | --- | ----------------- |
| Harry Kane      | 14 | 35    | 0.4   | 3085 | 220 | Tottenham         |
| Bruno Fernandes | 12 | 37    | 0.32  | 3105 | 259 | Manchester United |
| Kevin De Bruyne | 12 | 25    | 0.48  | 2001 | 167 | Manchester City   |
| Jack Grealish   | 10 | 26    | 0.38  | 2184 | 218 | Aston Villa       |
| Heung-Min Son   | 10 | 37    | 0.27  | 3121 | 312 | Tottenham         |
| Raphinha        | 9  | 30    | 0.3   | 2363 | 263 | Leeds United      |
| Marcus Rashford | 9  | 37    | 0.24  | 2928 | 325 | Manchester United |
| Jamie Vardy     | 9  | 34    | 0.26  | 2844 | 316 | Leicester City    |
| Aaron Cresswell | 8  | 36    | 0.22  | 3172 | 397 | West Ham United   |
| Pascal Groß     | 8  | 34    | 0.24  | 2481 | 310 | Brighton & Hove   |
| Jack Harrison   | 8  | 36    | 0.22  | 2855 | 357 | Leeds United      |
| Timo Werner     | 8  | 35    | 0.23  | 2602 | 325 | Chelsea           |

| Datos actualizados a 23 de mayo de 2021 según la página oficial de la competición. |

### Autogoles
| Fecha      | Jugador                   | Minuto     | Local                  | Resultado | Visitante            | Jornada    |
| ---------- | ------------------------- | ---------- | ---------------------- | --------- | -------------------- | ---------- |
| 20/9/2020  | Erik Pieters              | 2 - 1, 50' | Leicester City         | 4 - 2     | Burnley              | Jornada 2  |
| 26/9/2020  | Lewis Dunk                | 1 - 1, 43' | Brighton & Hove Albion | 2 - 3     | Manchester United    | Jornada 3  |
| 27/9/2020  | Raúl Jiménez              | 3 - 0, 66' | West Ham United        | 4 - 0     | Wolverhampton        | Jornada 3  |
| 17/10/2020 | Luke Shaw                 | 1 - 0, 2'  | Newcastle United       | 1 - 4     | Manchester United    | Jornada 5  |
| 18/10/2020 | Davinson Sánchez          | 3 - 2, 85' | Tottenham Hotspur      | 3 - 3     | West Ham United      | Jornada 5  |
| 26/10/2020 | Jake Livermore            | 1 - 0, 40' | Brighton & Hove Albion | 1 - 1     | West Bromwich Albion | Jornada 6  |
| 7/11/2020  | Hélder Costa              | 3 - 1, 42' | Crystal Palace         | 4 - 1     | Leeds United         | Jornada 8  |
| 8/11/2020  | Bukayo Saka               | 0 - 1, 25' | Arsenal                | 0 - 3     | Aston Villa          | Jornada 8  |
| 21/11/2020 | Federico Fernández        | 0 - 1, 10' | Newcastle United       | 0 - 2     | Chelsea              | Jornada 9  |
| 22/11/2020 | Jonny Evans               | 1 - 0, 21' | Liverpool              | 3 - 0     | Leicester City       | Jornada 9  |
| 6/12/2020  | Darnell Furlong           | 0 - 1, 8'  | West Bromwich Albion   | 1 - 5     | Crystal Palace       | Jornada 11 |
| 6/12/2020  | Nélson Semedo             | 4 - 0, 78' | Liverpool              | 4 - 0     | Wolverhampton        | Jornada 11 |
| 13/12/2020 | Pierre-Emerick Aubameyang | 0 - 1, 73' | Arsenal                | 0 - 1     | Burnley              | Jornada 12 |
| 15/12/2020 | Rúben Dias                | 1 - 1, 43' | Manchester City        | 1 - 1     | West Bromwich Albion | Jornada 13 |
| 19/12/2020 | Rob Holding               | 1 - 0, 22' | Everton                | 2 - 1     | Arsenal              | Jornada 14 |
| 19/12/2020 | Matt Ritchie              | 0 - 1, 22' | Newcastle United       | 1 - 1     | Fulham               | Jornada 14 |
| 20/12/2020 | Toby Alderweireld         | 0 - 2, 59' | Tottenham Hotspur      | 0 - 2     | Leicester City       | Jornada 14 |
| 26/12/2020 | Axel Tuanzebe             | 2 - 2, 85' | Leicester City         | 2 - 2     | Manchester United    | Jornada 15 |
| 29/12/2020 | Romaine Sawyers           | 0 - 1, 9'  | West Bromwich Albion   | 0 - 5     | Leeds United         | Jornada 16 |
| 2/1/2021   | Dan Burn                  | 1 - 2, 34' | Brighton & Hove Albion | 3 - 3     | Wolverhampton        | Jornada 17 |
| 2/2/2021   | Jan Bednarek              | 3 - 0, 34' | Manchester United      | 9 - 0     | Southampton          | Jornada 22 |
| 7/2/2021   | Antonio Rüdiger           | 1 - 1, 54' | Sheffield United       | 1 - 2     | Chelsea              | Jornada 23 |
| 19/2/2021  | Illan Meslier             | 1 - 0, 64' | Wolverhampton          | 1 - 0     | Leeds United         | Jornada 25 |
| 28/2/2021  | Kean Bryan                | 0 - 2, 65' | Sheffield United       | 0 - 2     | Liverpool            | Jornada 26 |
| 2/3/2021   | Leander Dendoncker        | 1 - 0, 15' | Manchester City        | 4 - 1     | Wolverhampton        | Jornada 29 |
| 4/3/2021   | Tosin Adarabioyo          | 0 - 1, 19' | Fulham                 | 0 - 1     | Tottenham Hotspur    | Jornada 33 |
| 8/3/2021   | Ben Godfrey               | 1 - 0, 31' | Chelsea                | 2 - 0     | Liverpool            | Jornada 27 |
| 12/3/2021  | Ciaran Clark              | 0 - 1, 86' | Newcastle United       | 1 - 1     | Aston Villa          | Jornada 28 |
| 14/3/2021  | Ethan Ampadu              | 5 - 0, 80' | Leicester City         | 5 - 0     | Sheffield United     | Jornada 28 |
| 14/3/2021  | Craig Dawson              | 1 - 0, 53' | Manchester United      | 1 - 0     | West Ham United      | Jornada 28 |
| 21/3/2021  | Tomáš Souček              | 3 - 1, 38' | West Ham United        | 3 - 3     | Arsenal              | Jornada 29 |
| 21/3/2021  | Craig Dawson              | 3 - 2, 61' | West Ham United        | 3 - 3     | Arsenal              | Jornada 29 |
| 3/4/2021   | Phil Jagielka             | 2 - 1, 49' | Leeds United           | 2 - 1     | Sheffield United     | Jornada 30 |
| 17/4/2021  | Issa Diop                 | 1 - 0, 36' | Newcastle United       | 3 - 2     | West Ham United      | Jornada 32 |
| 23/4/2021  | Bernd Leno                | 0 - 1, 76' | Arsenal                | 0 - 1     | Everton              | Jornada 33 |
| 25/4/2021  | Tyrone Mings              | 1 - 2, 47' | Aston Villa            | 2 - 2     | West Bromwich Albion | Jornada 33 |
| 19/5/2021  | Sergio Reguilón           | 1 - 1, 20' | Tottenham Hotspur      | 1 - 2     | Aston Villa          | Jornada 37 |
| 23/5/2021  | Kasper Schmeichel         | 2 - 2, 76' | Leicester City         | 2 - 4     | Tottenham Hotspur    | Jornada 38 |

### Mejor portero
| Jugador           | Club            | P.I. | Part. | Prom. | G.E. | G.P.  | Par. | %Par. |
| ----------------- | --------------- | ---- | ----- | ----- | ---- | ----- | ---- | ----- |
| Ederson           | Manchester City | 19   | 36    | 52.8% | 28   | 0.778 | 66   | 70.2% |
| Edouard Mendy     | Chelsea         | 16   | 31    | 51.6% | 25   | 0.806 | 57   | 69.5% |
| Emiliano Martínez | Aston Villa     | 15   | 38    | 39.5% | 46   | 1.211 | 142  | 75.5% |
| Hugo Lloris       | Tottenham       | 12   | 38    | 31.6% | 45   | 1.184 | 114  | 71.7% |
| Bernd Leno        | Arsenal         | 11   | 35    | 31.4% | 37   | 1.057 | 86   | 69.9% |
| Illan Meslier     | Leeds United    | 11   | 35    | 31.4% | 52   | 1.486 | 140  | 72.9% |
| Nick Pope         | Burnley         | 11   | 32    | 34.4% | 37   | 1.156 | 114  | 75.5% |
| Kasper Schmeichel | Leicester City  | 11   | 38    | 28.9% | 50   | 1.316 | 88   | 63.8% |

| Datos actualizados a 23 de mayo de 2021 según la página oficial de la competición. |

### Hat-tricks o pókers
Aquí se encuentra la lista de hat-tricks y póker de goles (en general, tres o más goles marcados por un jugador en un mismo encuentro) conseguidos en la temporada.
| Fecha      | Jugador                   | Goles             | Local             | Resultado | Visitante            | Jornada    |
| ---------- | ------------------------- | ----------------- | ----------------- | --------- | -------------------- | ---------- |
| 12/9/2020  | Mohamed Salah             | 4' 33' 88'        | Liverpool         | 4 - 3     | Leeds United         | Jornada 1  |
| 19/9/2020  | Dominic Calvert-Lewin     | 31' 62' 66'       | Everton           | 5 - 2     | West Bromwich Albion | Jornada 2  |
| 20/9/2020  | Heung-Min Son             | 45+2' 47' 64' 73' | Southampton       | 2 - 5     | Tottenham Hotspur    | Jornada 2  |
| 27/9/2020  | Jamie Vardy               | 37' 54' 58'       | Manchester City   | 2 - 5     | Leicester City       | Jornada 3  |
| 4/10/2020  | Ollie Watkins             | 4' 22' 39'        | Aston Villa       | 7 - 2     | Liverpool            | Jornada 4  |
| 23/10/2020 | Patrick Bamford           | 55' 67' 74'       | Aston Villa       | 0 - 3     | Leeds United         | Jornada 6  |
| 28/11/2020 | Riyad Mahrez              | 6' 22' 69'        | Manchester City   | 5 - 0     | Burnley              | Jornada 10 |
| 14/2/2021  | Pierre-Emerick Aubameyang | 13' 41' 47'       | Arsenal           | 4 - 2     | Leeds United         | Jornada 24 |
| 14/3/2021  | Kelechi Iheanacho         | 39' 69' 78'       | Leicester City    | 5 - 0     | Sheffield United     | Jornada 28 |
| 25/4/2021  | Chris Wood                | 15' 21' 44'       | Wolverhampton     | 0 - 4     | Burnley              | Jornada 33 |
| 2/5/2021   | Gareth Bale               | 36' 61' 69'       | Tottenham Hotspur | 4 - 0     | Sheffield United     | Jornada 34 |
| 14/5/2021  | Ferran Torres             | 42' 64' 66'       | Newcastle United  | 3 - 4     | Manchester City      | Jornada 36 |

### Disciplina
| Jugador               | Club                 | Amonestado | Part. | A.P. | Prom. |
| --------------------- | -------------------- | ---------- | ----- | ---- | ----- |
| John McGinn           | Aston Villa          | 12         | 37    | 0.32 | 32.4% |
| Conor Gallagher       | West Bromwich Albion | 11         | 30    | 0.37 | 36.7% |
| Harry Maguire         | Manchester United    | 11         | 34    | 0.32 | 32.4% |
| Kalvin Phillips       | Leeds United         | 10         | 29    | 0.34 | 34.5% |
| Mason Holgate         | Everton              | 9          | 28    | 0.32 | 32.1% |
| Pierre-Emile Højbjerg | Tottenham Hotspur    | 9          | 38    | 0.24 | 23.7% |

| Datos actualizados a 23 de mayo de 2021 según la página oficial de la competición. |

| Jugador | Club | Expulsado | Part. | R.P. | Prom. |
| --- | --- | --------- | ----- | ---- | ----- |
| Lewis Dunk | Brighton & Hove Albion | 2         | 38    | 0.06 | 6.1%  |
| 46 jugadores César Azpilicueta João Cancelo Ollie Watkins Neal Maupay Fabian Schär Jannik Vestergaard Fabián Balbuena Craig Dawson Liam Cooper Thiago Silva Douglas Luiz John Lundstram Luka Milivojević Yves Bissouma John Egan Erik Lamela Tyrone Mings Granit Xhaka João Moutinho Joachim Andersen Matt Doherty Tariq Lamptey Antonee Robinson Tomáš Souček Semi Ajayi Jan Bednarek Gabriel dos Santos Magalhães Jeff Hendrick Richarlison Christian Benteke Ryan Fraser Jake Livermore Matheus Pereira Andreas Christensen Lucas Digne Kieran Gibbs Phil Jagielka Aboubakar Kamara David Luiz Nicolas Pépé Alexandre Jankewitz Bernd Leno Anthony Martial | 46 jugadores César Azpilicueta João Cancelo Ollie Watkins Neal Maupay Fabian Schär Jannik Vestergaard Fabián Balbuena Craig Dawson Liam Cooper Thiago Silva Douglas Luiz John Lundstram Luka Milivojević Yves Bissouma John Egan Erik Lamela Tyrone Mings Granit Xhaka João Moutinho Joachim Andersen Matt Doherty Tariq Lamptey Antonee Robinson Tomáš Souček Semi Ajayi Jan Bednarek Gabriel dos Santos Magalhães Jeff Hendrick Richarlison Christian Benteke Ryan Fraser Jake Livermore Matheus Pereira Andreas Christensen Lucas Digne Kieran Gibbs Phil Jagielka Aboubakar Kamara David Luiz Nicolas Pépé Alexandre Jankewitz Bernd Leno Anthony Martial | 1         |       |      |       |

| Datos actualizados a 23 de mayo de 2021 según la página oficial de la competición. |

| Club                                                                                             | Amonestado | Part. | A.P. |
| ------------------------------------------------------------------------------------------------ | ---------- | ----- | ---- |
| Sheffield United                                                                                 | 73         | 38    | 1.92 |
| Fulham                                                                                           | 67         | 38    | 1.76 |
| Manchester United                                                                                | 64         | 38    | 1.68 |
| [[Archivo:\|class=notpageimage noviewer\|15px\|border\|Bandera de Tyne y Wear]] Aston Villa      | 63         | 38    | 1.66 |
| Leeds United                                                                                     | 61         | 38    | 1.61 |
| Leicester City                                                                                   | 61         | 38    | 1.61 |
| [[Archivo:\|class=notpageimage noviewer\|15px\|border\|Bandera de Tyne y Wear]] Newcastle United | 61         | 38    | 1.61 |

| Datos actualizados a 23 de mayo de 2021 según la página oficial de la competición. |

| Club                                                                                        | Expulsado | Part. | R.P. |
| ------------------------------------------------------------------------------------------- | --------- | ----- | ---- |
| Brighton & Hove Albion                                                                      | 6         | 38    | 0.16 |
| Arsenal                                                                                     | 5         | 38    | 0.13 |
| [[Archivo:\|class=notpageimage noviewer\|15px\|border\|Bandera de Tyne y Wear]] Aston Villa | 4         | 38    | 0.11 |
| Southampton                                                                                 | 4         | 38    | 0.11 |
| West Bromwich Albion                                                                        | 4         | 38    | 0.11 |

| Datos actualizados a 23 de mayo de 2021 según la página oficial de la competición. |

## Premios

### Premios mensuales[72]
| Mes        | Entrenador del mes  | Entrenador del mes | Jugador del mes       | Jugador del mes   | Gol del mes      | Gol del mes       | Ref.                 |
| Mes        | Técnico             | Equipo             | Jugador               | Equipo            | Jugador          | Equipo            | Ref.                 |
| ---------- | ------------------- | ------------------ | --------------------- | ----------------- | ---------------- | ----------------- | -------------------- |
| Septiembre | Carlo Ancelotti     | Everton            | Dominic Calvert-Lewin | Everton           | James Maddison   | Leicester City    | [ 73 ] [ 74 ] [ 75 ] |
| Octubre    | Nuno Espírito Santo | Wolverhampton      | Son Heung-min         | Tottenham Hotspur | Manuel Lanzini   | West Ham United   | [ 76 ] [ 77 ] [ 78 ] |
| Noviembre  | José Mourinho       | Tottenham Hotspur  | Bruno Fernandes       | Manchester United | Ola Aina         | Fulham            | [ 79 ] [ 80 ] [ 81 ] |
| Diciembre  | Dean Smith          | Aston Villa        | Bruno Fernandes       | Manchester United | Sébastien Haller | West Ham United   | [ 82 ] [ 83 ] [ 84 ] |
| Enero      | Pep Guardiola       | Manchester City    | İlkay Gündoğan        | Manchester City   | Mohamed Salah    | Liverpool         | [ 85 ] [ 86 ] [ 87 ] |
| Febrero    | Pep Guardiola       | Manchester City    | İlkay Gündoğan        | Manchester City   | Bruno Fernandes  | Manchester United | [ 88 ] [ 89 ] [ 90 ] |
| Marzo      | Thomas Tuchel       | Chelsea            | Kelechi Iheanacho     | Leicester City    | Erik Lamela      | Tottenham Hotspur | [ 91 ] [ 92 ] [ 93 ] |
| Abril      | Steve Bruce         | Newcastle          | Jesse Lingard         | West Ham United   | Jesse Lingard    | West Ham United   | [ 94 ] [ 95 ] [ 96 ] |
| Mayo       | Jürgen Klopp        | Liverpool          | Joseph Willock        | Newcastle United  | Edinson Cavani   | Manchester United | [ 97 ] [ 98 ] [ 99 ] |

### Premios de la temporada[100]
| Entrenador de la temporada | Entrenador de la temporada | Jugador de la temporada | Jugador de la temporada | Gol de la temporada | Gol de la temporada | Jugador juvenil de la temporada | Jugador juvenil de la temporada | Ref.                            |
| Técnico                    | Equipo                     | Jugador                 | Equipo                  | Jugador             | Equipo              | Jugador                         | Equipo                          | Ref.                            |
| -------------------------- | -------------------------- | ----------------------- | ----------------------- | ------------------- | ------------------- | ------------------------------- | ------------------------------- | ------------------------------- |
| Pep Guardiola              | Manchester City            | Rúben Dias              | Manchester City         | Erik Lamela         | Tottenham Hotspur   | Phil Foden                      | Manchester City                 | [ 101 ] [ 102 ] [ 103 ] [ 104 ] |

### Equipo de la temporada[100]
POR
DEF
DEF
DEF
DEF
MED
MED
MED
DEL
DEL
DEL

## Fichajes

### Fichajes más caros del mercado de verano
| Jugador           | Club de destino   | Club de origen     | Precio (€) | Ref.    |
| ----------------- | ----------------- | ------------------ | ---------- | ------- |
| Kai Havertz       | Chelsea           | Bayer Leverkusen   | 80.000.000 | [ 105 ] |
| Rúben Dias        | Manchester City   | Benfica            | 68.000.000 | [ 106 ] |
| Timo Werner       | Chelsea           | RB Leipzig         | 53.000.000 | [ 107 ] |
| Ben Chilwell      | Chelsea           | Leicester          | 50.200.000 | [ 108 ] |
| Thomas Partey     | Arsenal           | Atlético de Madrid | 50.000.000 | [ 109 ] |
| Nathan Aké        | Manchester City   | Bournemouth        | 45.300.000 | [ 110 ] |
| Diogo Jota        | Liverpool         | Wolverhampton      | 44.700.000 | [ 111 ] |
| Fábio Silva       | Wolverhampton     | Porto              | 40.000.000 | [ 112 ] |
| Hakim Ziyech      | Chelsea           | Ajax de Ámsterdam  | 40.000.000 | [ 113 ] |
| Donny van de Beek | Manchester United | Ajax de Ámsterdam  | 39.000.000 | [ 114 ] |

| Datos actualizados a 6 de octubre de 2020. Fuentes: |

### Fichajes más caros del mercado de invierno
| Jugador          | Club de destino        | Club de origen          | Precio (€) | Ref.    |
| ---------------- | ---------------------- | ----------------------- | ---------- | ------- |
| Saïd Benrahma    | West Ham United        | Brentford               | 23.100.000 | [ 115 ] |
| Amad Diallo      | Manchester United      | Atalanta                | 21.000.000 | [ 116 ] |
| Morgan Sanson    | Aston Villa            | Olympique de Marsella   | 15.800.000 | [ 117 ] |
| Filip Stevanović | Manchester City        | Partizan Belgrado       | 8.500.000  | [ 118 ] |
| Moisés Caicedo   | Brighton & Hove Albion | Independiente del Valle | 5.000.000  | [ 119 ] |
| Ben Davies       | Liverpool              | Preston North End       | 1.850.000  | [ 120 ] |
| Frederik Alves   | West Ham United        | Silkeborg               | 1.600.000  | [ 121 ] |
| Robert Snodgrass | West Bromwich Albion   | West Ham United         | 110.000    | [ 122 ] |

| Datos actualizados a 1 de febrero de 2021. Fuentes: |